# G3自由貿易協定

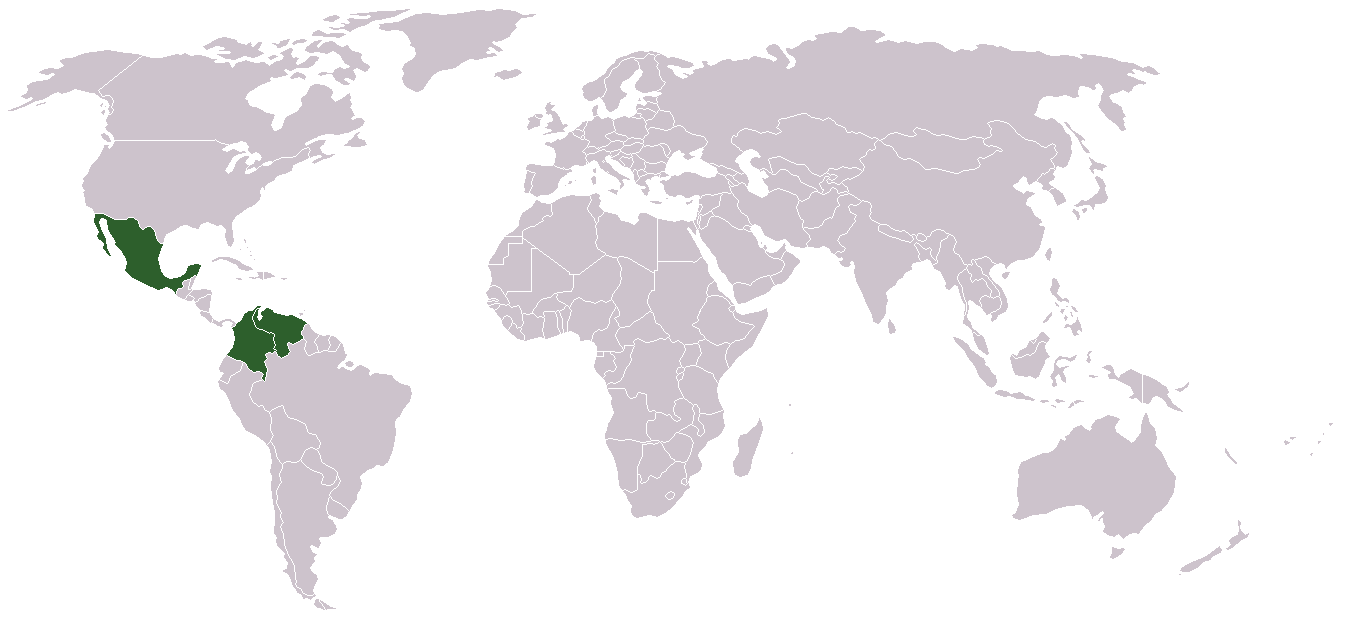
G3は、コロンビア・メキシコ・ベネズエラの3か国で構成される。2006年11月にベネズエラは脱退した。

G3は、コロンビア・メキシコ・ベネズエラ間で、1995年1月1日に発行した自由貿易協定である。域内のGDPの合計が4,865億米ドルに、域内の消費者数が1億4,900万人に拡大された。加盟国内の商品・サービスの貿易について、1995年から10年間にわたり10%の関税引き下げを定めた。この協定は第3世代のもので、貿易の自由化にとどまらず、投資・サービス・政府調達・不正競争規制・知的財産権などの争点も視野に入れている。
ベネズエラのウゴ・チャベス大統領は2006年5月に、他の2国との意見の相違を理由に、ベネズエラの脱退を表明した。前月の4月には、コロンビアとペルーとがアメリカ合衆国と自由貿易協定を締結したことや、エクアドルが自由貿易協定の交渉を続けていることを受け、ベネズエラはアンデス共同体から脱退する意向も表明していた。その後、ベネズエラはメルコスールに加盟し、一方メキシコとコロンビアは、ペルーとチリとともに太平洋同盟を設立した。